# Tessels

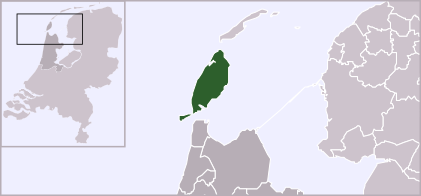

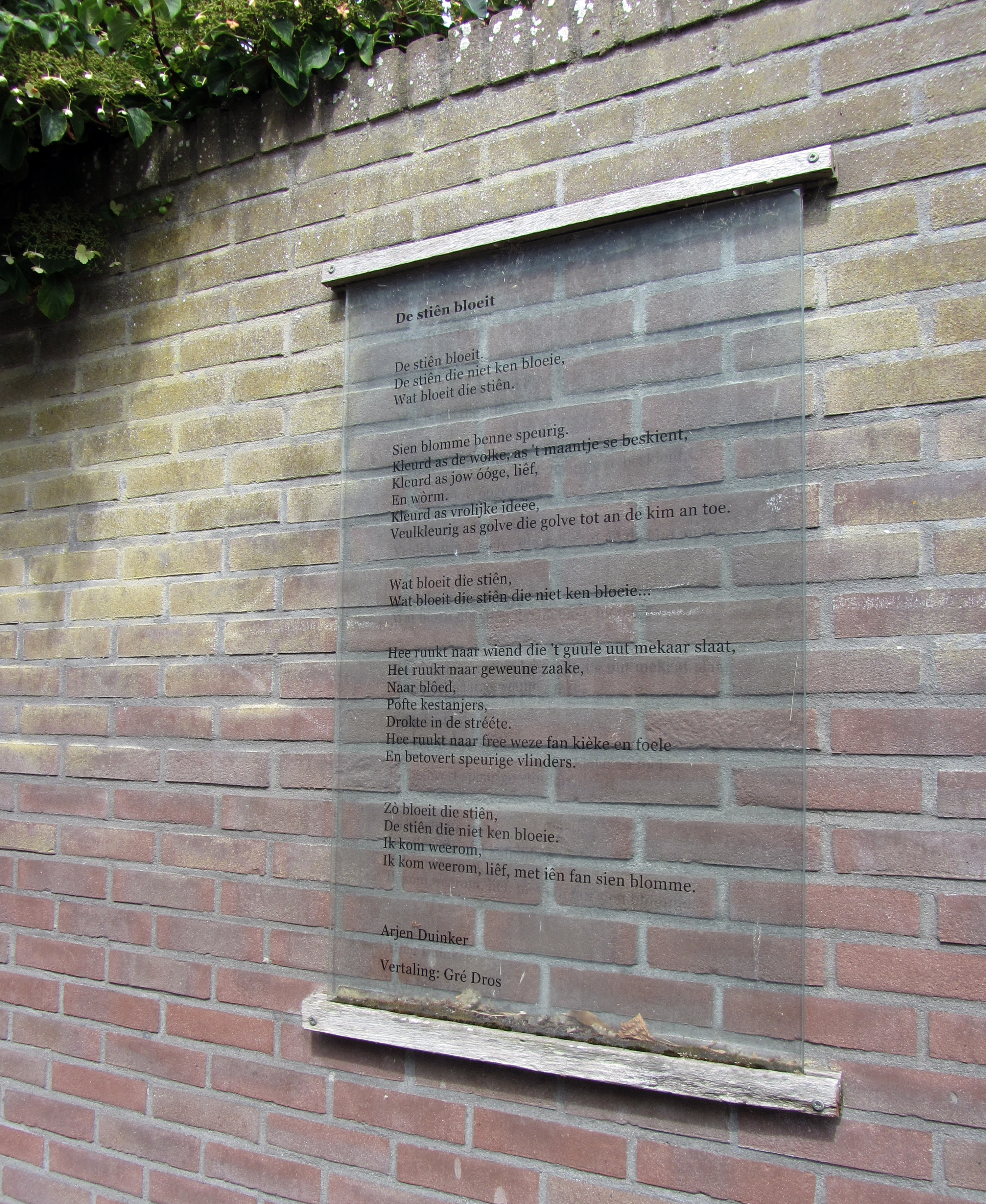
Gedicht De steen bloeit van schrijver Arjen Duinker in het Tessels. Locatie: Den Hoorn

Het Tessels of Texels is het dialect van het eiland Texel. Het wordt door een deel van de Texelse bevolking gesproken en dan vooral in de dunner bevolkte gebieden op het eiland. In het grote dorp Den Burg en het zeer toeristische De Koog wordt het dialect nauwelijks gesproken. Het Tessels is in veel opzichten een conservatief dialect en voor een buitenstaander - inclusief sprekers van het "gewone" West-Fries - bepaald niet makkelijk te verstaan.
Van het Tessels zijn drie woordenboeken uitgegeven. Het meest recente is dat van Gelein Jansen, Tessels Woordenboek: Tessels - Nederlands uit 2006. Uit 1993 stamt, eveneens van Gelein Jansen, het Tessels Woordenboek - met sèèggies. Dit woordenboek is Nederlands - Tessels. Een ouder woordenboek, dat van Keyser, Het Tessels, uit 1951, is alleen antiquarisch nog verkrijgbaar. Een uitgebreide studie naar de grammatica van het Tessels verscheen in 2021: Tessels. Taal over zee door Marcel Plaatsman. 

## De plaats van het Tessels in ons taalgebied
Het Tessels is onderdeel van het West-Fries en is nauw verwant aan het Wierings. Ook het verloren gegane dialect van Vlieland leek, zo blijkt uit bronnen, zeer veel op het Tessels. Binnen het West-Fries zou men een onderscheid kunnen maken tussen "eiland-West-Fries" enerzijds en het "land-West-Fries" anderzijds. De eerste groep onderscheidt zich van de tweede door het behoud van de ie-klank in woorden als kieke (land-West-Fries: kaike of koike) en het behoud van de uu in woorden als huus. In het algemeen is het Tessels conservatiever dan de andere West-Friese dialecten - alleen het Wierings benadert het Tessels in conservatisme.
Het Tessels valt met de andere West-Friese dialecten te karakteriseren als een overgang tussen Fries en Nederfrankisch. Samen met het Wierings heeft het Tessels van alle Noord-Hollandse dialecten de meeste Friese kenmerken bewaard. De 'landdialecten' van Noord-Holland zijn veel sterker naar het AN toe gegroeid. Als kustdialect is het Tessels verder te beschouwen als Ingveoons, en derhalve is het ook te vergelijken met Zeeuws en West-Vlaams.
Ingveoonse kenmerken heeft het Tessels te over. Typerend is de ontronding van de u tot e in woorden als pet, brèg - het West-Vlaams kent zo bijvoorbeeld pit, het Frans-Vlaams kent brigge. De 'eu' van seun (West-Vlaams: zeune) komt ook in zeer veel kustdialecten voor. Ook achtervoegsels als -skip in plaats van -schap en typische woorden als tseen (waterloop, ook geschreven als ceen) maken dat het Tessels als Ingveoons getypeerd wordt.

## De plaats van het Tessels op Texel
Er bestaat niet één Tessels dialect. Het Tessels verschilt van dorp tot dorp. Iemand uit Oudeschild (Skil) zal iemand van De Cocksdorp (Durrep) niet altijd volledig verstaan, net zomin als iemand van Den Hoorn (De Hoore) iemand van Oosterend (Strend) volledig zou kunnen begrijpen wanneer ze elkaar in dialect aanspreken. Deze verschillen moeten niet worden overschat: over het algemeen begrijpen de eilanders elkaar prima. Wel zal iemand altijd aan de uitspraak van een ander kunnen horen waar hij vandaan komt. De uitspraak van de óó als gerealiseerd door iemand afkomstig van de buurtschap Oost (Óóst) verschilt scherp van die van andere eilanders, en is het handelsmerk van de Ooster - een niet-Texelaar zou het verschil waarschijnlijk niet eens opmerken.
Tot in de jaren vijftig van de 20e eeuw was het Tessels de algemene omgangstaal op het eiland. Nadien heeft het dialect een forse terugval beleefd: reeds in de jaren zeventig was het in Den Burg al zo dat jongeren het dialect nauwelijks nog konden begrijpen als een klasgenoot uit een ander dorp tegen ze begon te praten. Tegenwoordig wordt het dialect vooral in de 'buitendorpen' gesproken: Oosterend, Den Hoorn, Oudeschild, De Cocksdorp. Hier spreken ook jongeren het nog wel, maar lang niet zo algemeen als vroeger het geval was. Het dialect wordt steeds meer een curiosum, dat voor veel eilanders al net zo vreemd klinkt als voor de onwetende toerist.

## Tesselse klanken
Het Tessels kent meer klanken dan het Nederlands. Om de klank van het Tessels in spelling te benaderen, is het gebruik van accentjes noodzakelijk. Er zijn diverse manieren om het Tessels te schrijven. De hier gebruikte manier volgt in het algemeen de spelling als gebruikt in de woordenboeken van Gelein Jansen.

### Klinkers
De Tesselse klinkers kunnen als volgt worden ingedeeld:
| VOCALEN | ongerond             | gerond               |
| ------- | -------------------- | -------------------- |
| voor    | e, éé, èè, i, ie, ei | ee, u, eu, uu, ui    |
| midden  | sjwa, aa             | òò, aau              |
| achter  | a                    | ò, o, oo, óó, oe, ou |

De klankwaarde van deze klinkers kan alleen bij benadering uitgelegd worden. De ee klinkt zo als een combinatie van ee en j, dus ee+j, maar lijkt te beginnen met een ronding, een soort u-klank, en is derhalve een geronde klinker. De éé is duidelijk onderscheidend aan de ee en klinkt ongeveer als de ee van beer, maar dan iets nasaal. In bekende zinnetjes als der legge skepe mit skéépe in de have van Skil is er een betekenisonderscheid tussen ee en éé: er liggen schepen met schapen in de haven van Oudeschild. Dergelijk onderscheid komt veel vaker voor.
De èè is een langgerekte, nasale e-klank als in bèèd (bed). Nasalering van klinkers is een zeer algemeen verschijnsel in het Tessels: de éé, de óó, de òò, de èè, alle zijn zij nasaal. Vóór de n is nasalering bij alle klinkers aanwezig: woorden als kunst, mens, land klinken in het Tessels allemaal nasaal.
De sjwa is de klank die in het AN vaak wordt voorgesteld door e in woorden als lopen, een, naderen etc., maar door ij in woorden als moeilijk, kwalijk en door i in woorden als zalig, karig. De òò is daarentegen een typisch Tesselse klank: het is een nasale, lang aangehouden, geronde a. De klank is de lange versie van de ò, eveneens een geronde a. Ronding van de a komt in het Tessels algemeen voor - alleen voor een k, een ng en een g rondt de a niet tot ò. De aau is onderscheidend aan de ou: de eerste is opener.
De oo en de óó zijn twee heel verschillende klanken. De eerste klinkt als in het AN boom, de tweede als in boor, maar dan iets nasaal. Op Texel is de óó de meest gehoorde variant. In de woorden hóóp en hoop is betekenisonderscheid: hóóp is een hoeveelheid, en hoop is hoop.
Enkele typische Tesselse klinkercombinaties zijn nog niet vermeld. Het meest in het oog/oor springt de uw: in deze diftong van u + w klinkt de u als die van bus en dus niet, zoals een spreker van het AN zou verwachten, als de uu van duur. een ander kenmerk van het Tessels is de mogelijkheid om lange en korte klinkers te onderscheiden. Zo zijn er van de ie twee versies: de ie en de iê. De laatste is langer. Er is zo onderscheid tussen piele (korte ie) en piêle: het eerste woord betekent 'knutselen, spelen met je eten', het laatste woord is het meervoud van piêl, pijl. Ook de andere klinkers hebben een lange en een korte variant.

### Medeklinkers
Bij de Tesselse medeklinkers vallen een aantal dingen op. Zo worden in het Tessels, zoals in veel Hollandse dialecten, de v en de z nogal eens uitgesproken als f en s. Toch is dit, zeker bij de v, niet altijd het geval: een Texelaar kan zo spreken van een vles in plaats van een fles. Tussen klinkers is de realisatie van v of z vrij algemeen.
De w heeft in het AN twee varianten: een dentolabiaal en een bilabiaal. De laatste komt in het AN aan het eind van woorden voor, zoals in nieuw. Het Tessels kent maar één w-klank en dat is de eerste, de dentolabiaal. Dit is de w die in het AN aan het begin van een woord opduikt. In het Tessels echter kan hij ook op het eind van een woord voorkomen: nuw (nieuw). Ook in het midden is de w niet vreemd: hewwe (hebben) is daar een voorbeeld van.
Heel kenmerkend voor het Tessels is de uitspraak van sk- op plaatsen waar het AN een sch- heeft. Alle West-Friese dialecten kennen dit verschijnsel, en ook het Fries en sommige West-Vlaamse tongvallen doen eraan mee. Verder kan over de Tesselse medeklinkers gezegd worden dat ze scherp gearticuleerd worden. De g is altijd 'hard', zoals in de meeste Noord-Nederlandse tongvallen (dit zoals bekend in tegenstelling tot de Zuid-Nederlandse 'zachte' g). De r wordt altijd voor in de mond, rollend, gearticuleerd: de huig-r en de 'Gooise' r zijn niet mogelijk in de uitspraak van het Tessels.

## Tesselse woorden
In woordvorming lijkt het Tessels zeer sterk op de andere West-Friese dialecten. Typische samenstellingen als eterstied klinken terug in het land-West-Friese eterstaid en woorden van het type skobberdebonk komen ook op Texel veel voor. Een opvallend Tessels woord van dit type is lieuwerdelaauw, een woord dat zoveel betekent als 'slome duikelaar', 'niksnut'. Verder opmerkelijk zijn woorden als neusiebloed (bloedneus), driewielde wage (driewieler), hapsnurreker (sul, raar tiep).
De meer systematische woordvorming van het Tessels zal hieronder uitgelegd worden.

### Het werkwoord
Er zijn in het Tessels twee typen regelmatige werkwoorden. De meeste werkwoorden behoren tot het eerste type, werkwoorden eindigend op -e. De vervoeging van deze werkwoorden is als in het Nederlands gebruikelijk: ik weun, jee weunt (weun jee?), hee weunt, wee/jullie/sullie weune (wonen).
Werkwoorden van het tweede type zijn gaan, staan, doen. Zij vallen op doordat de eerste persoon enkelvoud onverbogen is: ik doen, ik staan, ik siên, ik gaan etc. Verder is de verbuiging van deze werkwoorden als in het AN: ik doen, jee doet (doe jee?), hee doet, wee/jullie/sullie doen. Nevenvormen als 'wee doene' komen echter voor.
Er zijn natuurlijk ook onregelmatige werkwoorden in het Tessels.
| hèwwe           | weze             | kenne           | selle       | worre             |
| --------------- | ---------------- | --------------- | ----------- | ----------------- |
| ik hei          | ik bei (ben)     | ik kei (ken)    | ik sel      | ik wor            |
| jee het/ hèjje? | jee bent/ bèjje? | jee ken/ kèjje? | jee sel     | jee wort/ wor je? |
| hee het         | hee is           | hee ken         | hee sel     | hee wort          |
| w/j/s hewwe     | w/j/s benne      | w/j/s kenne     | w/j/s selle | w/j/s worre       |
| (hebben)        | (zijn)           | (kennen/kunnen) | (zullen)    | (worden)          |

In bovenstaande tabel zien we de vervoeging van enkele van de voornaamste onregelmatige werkwoorden. Merk op dat het werkwoord 'zijn' ontbreekt in het Tessels: het komt er alleen voor als 'weze'. Het Algemeen Nederlandse werkwoord 'zijn' gaat terug op vier oervormen, nl. de werkwoorden wezen, bennen, zijn en *issen. Van het laatste werkwoord is nooit een infinitief overgeleverd. Het Tessels bewaart van deze vier werkwoorden dus enkel wezen, bennen en *issen.
De verleden tijd van werkwoorden kan in het Tessels, net als in het AN, op twee manieren worden gemaakt. De zwakke werkwoorden krijgen naargelang van de laatste klank van de stam een t of een d. Zoals het Nederlands maakt het Tessels hier onderscheid tussen stemhebbende en stemloze medeklinkers ('t kofschip, of, natuurlijk: 't fokschaap). De vorming van de zwakke verleden tijd verschilt in het Tessels dan ook niet opvallend van die in het AN: ik werrek, ik werrekte, ik hei werrekt. Merk op dat het voorvoegsel ge- niet gebruikt wordt.
De sterke werkwoorden kennen we ook in het AN, maar in het Tessels zijn er meer sterke werkwoorden, en een aantal sterke werkwoorden heeft een andere ablaut dan zij in het AN hebben. Zo gaat het werkwoord hellepe (helpen) met de verleden tijd hollep en niet, zoals in het AN, met 'hielp'. Zo ook zwerreve ; zworref ; het zworreve (ook: zwurref). Eenzelfde verbuiging heeft merreke (merken): hee morrek in plaats van 'hij merkte'. Verder opmerkelijk is de verleden tijd van worre (worden): wier; het worre.
Er is naast sterk en zwak nog een kleine tussengroep van werkwoorden die eigenlijk zwak zijn, maar toch een klinkerverandering kennen. In het AN wordt deze groep vertegenwoordigd door het werkwoord 'zeggen', dat in de verleden tijd zei, zeiden kent. Net als in de algemene Noord-Nederlandse spreektaal kent het Tessels ook van legge en wulle zo'n verleden tijd: leid; het leid, wou; het wulle.

### Het lidwoord
De Tesselse lidwoorden zijn it ('t), de en ien ('n). Sommige woorden hebben in het Tessels een ander geslacht dan in het AN. Zo spreken Tesselaars van de knien (konijn), de krat, de kluwen en vroeger meer dan nu van it skoel (de school). In staande uitdrukkingen als deurdemidde blijkt dat ook een woord als 'midden' ooit een ander geslacht had dan in het AN gebruikelijk. Tegenwoordig zegt de Texelaar meest 'it midde'.

### Het zelfstandig naamwoord
Zelfstandige naamwoorden hebben enkelvoud en meervoud, ook in het Tessels. Sommige Tesselse meervouden wijken af van de Algemeen Nederlandse meervouden. Zo hebben woorden eindigend op -ing nogal eens een meervoud op -s (bunzings) en niet op -en. Wanneer -ing geen achtervoegsel is, zoals bij ring en ding is er wel een meervoud op -en, in het Tessels: -e (dinge).
In sommige gevallen verandert de klank van een woord in het meervoud. Dit is niet enkel bij woorden die ook in het AN een klankverandering (bijvoorbeeld umlaut stad - steden) hebben, maar ook bij een groepje andere woorden. Het meervoud van lònd (land) is zo lòònde, waarbij de klinker in het meervoud dus verlengd wordt.
Zelfstandige naamwoorden worden, net als in het AN, vaak voorzien van een verkleiningsuitgang. Het Tessels heeft een eigen systeem voor verkleinvormen. Opvallende verkleinvormen in het Tessels zijn mòntje (mannetje), dinkie (dingetje) en lòmpie (lammetje).

### Het bijvoeglijk naamwoord
De verbuiging van bijvoeglijke naamwoorden komt in het Tessels overeen met het AN. Evenals in de (meeste) andere Germaanse dialecten valt een onderscheid te maken tussen een zwakke declinatie van bijvoeglijke naamwoorden enerzijds en sterke anderzijds. De zwakke declinatie komt, precies als in het AN, voor na bepaalde lidwoorden, bezittelijke voornaamwoorden, aanwijzende voornaamwoorden etc. De sterke komt voor na onbepaalde lidwoorden en in situaties waarbij geen lidwoord of iets gelijwaardigs staat.
Sterk is dan aldus: ien mooi_ huus (onzijdig), ien goeiE kirrel (mannelijk), ien ouwE vrouw (vrouwelijk), kleinE kiender (meervoud).
Zwak is: it gnappE meike (onzijdig), de kepottE stoel (mannelijk), de skitterendE tekening (vrouwelijk), mien bestE vriende (meervoud).
Verder typisch voor het Tessels is de mogelijkheid om bijvoeglijke naamwoorden zelfstandig te gebruiken, vaak door toevoeging van een verkleiningsuitgang. Het AN kent deze mogelijkheid ook wel, maar er wordt (zeker in schrijftaal) niet al te grif gebruik van gemaakt. Een Texelaar kan zeggen: "dat is ien mooitje", wanneer hij op een van de eilander rommelmarkten iets naar zijn gading aantreft. "Ien heel beste nag", kan de marktkoopman dan zeggen. "Wal ien oudje al hoor", zal de klant tegenwerpen. Enzovoort.

### Het persoonlijke voornaamwoord
In onderstaand schema worden de Tesselse persoonlijke voornaamwoorden in subjectpositie en (indirect)objectpositie getoond. Op de onderste rij staan de bezittelijke voornaamwoorden.
| ik         | jee | hee  | see  | it   | wee | jullie | sullie, hullie |
| mee (mien) | jo  | him  | heur | him  | os  | jullie | sullie, hullie |
| mien       | jow | sien | heur | sien | os  | jullie | heur (hun)     |

Het gebruik van 'hun' is eigenlijk niet echt Tessels, maar onder invloed van de standaardtaal rukt het op. Vormen als 'hunnie' komen ook wel voor, maar zijn niet zo courant.

### De woorden ja en neen
In het Tessels kunnen de woorden ja en neen vervoegd worden. Naargelang de persoon op wie het uitgesproken 'ja' van toepassing is, wordt een achtervoegsel aan het woord geplakt. Als een spreker wil zeggen: ja, ik wel, dan zal hij zo zeggen: 'waljajjik.'
| persoon | ja        | neen      | persoon       | ja          | neen         |
| ik      | waljajjik | walninnik | wee           | waljajewee  | walninnewee  |
| jee     | waljajje  | walninje  | jullie        | waljajullie | walninjullie |
| hee/see | waljasse  | walninse  | hullie/sullie | waljasse    | walninse     |

De meest courante verbuiging is echter die van het onzijdig enkelvoud: waljajjet en walninnet. Deze uitroep slaat op zakelijke dingen die ontkend dan wel bevestigd worden. 'Waljajjet' heeft ook een goedmoedige klank: welja! Geen probleem!
Bovenstaand schema toont de woorden in hun conservatiefste vorm. Uitgesproken wordt vaak genoeg 'weijaait' of iets dergelijks gehoord. De woorden ja en neen worden niet altijd vervoegd. Een scherp néé staat voor een absolute weigering. Andere vormen van nee worden gebruikt in gesprekken, om bijvoorbeeld ontzetting uit te drukken. De vervoegde vormen worden alleen gebruikt bij een specifieke ontkenning. Een vergelijkbaar onderscheid geldt voor ja dat voorkomt naast 'waljajjet'.
Het Tessels is zeker niet het enige dialect in het Nederlandse taalgebied dat deze woorden vervoegt. Vooral in Zuid-Nederlandse dialecten komt het verschijnsel voor. Bekend is het West-Vlaams, waarin vergelijkbare vervoegingen optreden, maar dichter bij huis vinden we het ook in het Volendams.

## Tesselse zinnen
De zinsbouw van het Tessels volgt in veel gevallen niet die van het AN, maar die van het Fries. In de bespreking van enkele eigenaardigheden zal dan ook naar het Fries verwezen worden.

### De hoofdzin
De meeste eenvoudige zinnen worden in het Tessels op dezelfde wijze gevormd als in het Nederlands: de man heet Piet / de man hiet Piet ; dat vind ik mooi / dat fien ik mooi.
Net als in de (Noord-)Nederlandse spreektaal is het in het Tessels mogelijk zinnen als 'aardappels houd ik niet van' te vormen (irrepels geef ik nie om) - in het AN geldt dit als onjuist.
Hoofdzinnen met een iets uitgebreider werkwoordelijk gezegde geven echter al gauw problemen. Een zin als 'willen jullie ons helpen' klinkt in het Tessels nog eender; wanneer we echter vragen: 'zouden jullie ons kunnen helpen', dan zal dat in het Tessels klinken als: zoue jullie os hellepe kenne?
Hiermee wordt duidelijk dat de volgorde van werkwoorden in het Tessels nogal eens kan afwijken. Onderstaande voorbeelden verduidelijken dat:
- Deer moejje wal om lache kenne (daar moet je wel om kunnen lachen)
- Ellekien moet Tessels verstaan kenne (ieder moet Tessels kunnen verstaan)

Zinnen als "Hij is blijven staan" worden in het Tessels nog weer anders gevormd. Het "blijven" in de AN-zin wordt in het Tessels een voltooid deelwoord: hee het (is) staan bleve. Hier blijkt al duidelijk de Friese kleur van het Tessels:
- Ik hei him dat segge hoord - ik haw him dat sizzen heard (ik heb hem dat horen zeggen)
- De jonge het it speulgoed falle late - De jonge hat it boartersguod falle litten (de jongen heeft het speelgoed laten vallen)

Onder invloed van het AN komt echter steeds meer de algemenere zinsbouw voor; een zin als: 'ik hei him dat hore segge' is voor de meeste Texelaars juist.

### De bijzin
In het AN kan een bijzin als '(Dat is iemand) die ik vaak tegengekomen ben' voorkomen naast '(Dat is iemand) die ik vaak ben tegengekomen'. In het Tessels bestaat deze keuzevrijheid niet. Alleen zinnen van het eerste type (de groene volgorde) zijn correct. In het Tessels moet de persoonsvorm in bijzinnen altijd achteraan staan. Deze strikte regel heeft het Tessels gemeen met het Fries:
(Moeders seit.../ Us mem seit... )
- ... dat 'ie ien glas bier dronk - ... dat er in glês bier dronk
- ... dat 'ie ien glas bier drinke wou - ... dat er in glês bier drinke woe
- ... dat 'ie ien glas bier drinke wulle het - ... dat er in glês bier drinke wollen hat
- ... dat 'ie over sien eige biene stroffeld is - ... dat er oer syn eigen fuotten stroffele is

-Het "stroffeld" in de laatste zin betekent: gestruikeld.
Ook hier geldt dat invloed van het AN maakt, dat sommige jongere sprekers kunnen zeggen: 'dat is it huus, weer ik hei weund.' Voor veel Texelaars klinkt deze volgorde echter vreemd en zelfs onacceptabel.

### Andere eigenaardigheden
Een van de opvallendste kenmerken van het Tessels en ook van andere dialecten van het West-Fries is het veelvuldig gebruik van het woord te. Noord-Hollanders gaan 'te biere' met vrienden, of 'te bollerooie' met de boerderij. Ook wanneer Noord-Hollanders AN praten, zullen ze (foutievelijk) nog al eens naar de te-vorm grijpen.
Het wekt geen verbazing dat dit gebruik van 'te' ook in het Fries voorkomt. Zinnen als: ik haw in it lange gers lein te dreamen worden in het Tessels: ik hei in it lange gras te drome leid. De volgorde 'gelegen te dromen', die in het Fries blijkbaar wel mogelijk is, is in het Tessels echter onmogelijk; '*leid te drome' is zonder meer fout.
Een andere overeenkomst met het Fries, maar ook met veel Nederlandse dialecten, is het Tesselse gebruik van dubbele ontkenning. De dubbele ontkenning heeft in het Tessels een duidelijke functie en contrasteert met de enkelvoudige ontkenning. Met dubbele ontkenning maakt de Texelaar duidelijk, dat het hem menens is; het werkt als een overdrijving.
Ik hei deer gien sin an - ik hei deer niks gien sin an
(ik heb er geen zin in - ik heb er echt geen zin in)
In bepaalde gevallen is zelfs een drievoudige ontkenning mogelijk, in zinnen als: gien ien het nooit niks deen ("niemand heeft nooit niks gedaan" - niemand heeft ooit ook maar iets gedaan).
Merk op dat de dubbele ontkenning in het Tessels dus voorkomt naast een enkelvoudige ontkenning. Zuid-Nederlandse dialecten die dubbele ontkenning gebruiken, kennen aan deze vormen meestal niet de meerwaarde toe, die de vormen in het Tessels wel hebben; in de Vlaamse omgangstaal of 'tussentaal' zijn zinnen als 'ik heb geen goesting nie meer' gebruikelijk, maar een zin als 'ik heb geen goesting meer' staat er niet onderscheidend tegenover.

## Idioom
De Tesselse woordenschat is uitvoerig beschreven in de genoemde woordenboeken van Gelein Jansen en S. Keyser. Typisch voor de Tesselse woordenschat zijn woorden die samenhangen met de schapenhouderij en andere cultuurgebonden terreinen. Ook om het eiland te omschrijven gebruikt de Texelaar zijn eigen woorden. De duinen heten zo nolle, een woord dat ook op het Noord-Hollandse vasteland gebruikt wordt. De verschillende durpe hebben hun eigen naam in dialect. Oosterend heet zo Strend en over Oudeschild wordt meestal gesproken als Skil. Het eiland zelf wordt liefkozend t goue boltje genoemd. Het vasteland wordt aangeduid als de overkant, met de klemtoon op -kant.
De Tesselse woordenschat is sterk Hollands, maar van oorsprong Friese woorden zijn ook nog altijd in gebruik. Zo zal een Texelaar bij mistig, heiig weer het woord diezig gebruiken (Fries dizich, wazig) en heet een tureluur een tjerk (Fries tjirk). Van woorden beginnende met tj- gaat sowieso een Friese uitstraling uit, al zijn velen thans niet meer in het Fries in gebruik. Woorden als tjoutere (moeilijk praten), tjakker (merel), tjoert (schapenpoep) en tjoempe (in het water 'plompen', fig. ook: veel eten) hebben waarschijnlijk tegenhangers in oudere stadia van het Fries, maar zijn in het moderne Fries niet in gebruik.
Het contact dat de Texelaars als kustvolk hadden met andere zeevarende volken had ook zijn weerslag op de taal. Het is niet verwonderlijk dat juist een voor vissers belangrijk begrip als 'touw' in het Tessels met een Engels leenwoord kan worden aangeduid: róóp (afkomstig van rope). Ook uit het Frans is wel ontleend; dergelijke leenwoorden zijn vaak verbasterd: lammetere is zo afgeleid van 'lamenter' (beklagen) en opsternaat kennen we in het AN als 'obstinaat' (opvliegend).
Tesselse uitdrukkingen kunnen ook nogal eens betrekking hebben op de schapenhouderij. Zo zal een Texelaar over iemand die ijsbeert kunnen zeggen: hee lóópt as ien mâl skéép. Wie zijn geld zit te tellen in gezelschap, kan te horen krijgen telde skéépe gaan 't hok uut. Plagend wordt dan wel wat geld afgepakt. Andere uitdrukkingen zijn typisch voor de eigenheid van het eiland. Twie is Tessels zegt de Texelaar gul als hij - tegen de Hollandse gewoonte in - twee koekjes aanbiedt. Drie is op sien polders, zullen noorderlingen die in de Eyerlandse Polder wonen, eraan toevoegen. Kenmerkend is ook de relativering en het understatement. Deer kejje mee foor de krame lâns, zegt men om te bedoelen: dat is een erg knap meisje.
Ook de vogelstand heeft het dialect sterk verrijkt met woorden en uitdrukkingen. Als het in april zachtjes, welhaast warm regent, regent it grâs en kiewieseiers. Mooi voorjaarsweer is heendekukeltjesweer, terwijl helder weer in oktober, als de lijstertrek op gang komt, liesterweer heet. Wie zich 's zomers heerlijk zit te koesteren in de warmte, zit as ien lieuwerik in it seuersontje. De schemering gaat op Texel gepaard met het naar de bossen vliegen van de houtsnippen, en daarom heet de schemering ook wel snippevluchie. Heerlijk najaarsweer (als de Amerikaanse Indian summer) heet kroaieseumer, omdat er dan veel kraaien over de dorpen vliegen.